# Premio Rhegium Julii per l'Inedito
Il Premio Rhegium Julii per l'Inedito è nato nel 1968 e da allora è stato conferito all'autore di un componimento poetico inedito. Nel 1986 si è aggiunta una sezione per il racconto inedito; nel 1991 una terza sezione è stata creata per premiare una silloge inedita, di almeno 20 componimenti. Nel corso degli anni le tre sezioni sono state intitolate ad alcuni fondatori del Circolo culturale Rhegium Julii, rispettivamente a Gilda Trisolini (silloge), a Emilio Argiroffi (racconto) e a Ernesto Puzzanghera (poesia singola).

## Albo d'oro dei vincitori[2]

### Poesia inedita
- 1968 - Franco Martini, Sensi di mare;
- 1969 - Mauro Limiti, Straniero come polvere; Sergio Tinaglia, Solo ora il tuo ricordo fatto di nulla;
- 1970 - Alfredo Bonazzi, Ventimila anni di attesa;
- 1971 - Renato Colombo, Testamento;
- 1972 - Anna Maria Aiesi, Messaggio
- 1973 - Pompeo Mattioli, Vorrei;
- 1974 - Tonino Mario Rubbattu, L'incantesimo è rotto;
- 1975 - Saverio Romanelli, sono vostro figlio;
- 1976 - Giacinto Di Stefano, E ancora estate;
- 1977 - Roberto Biancogiglio, Così tu ami
- 1978 - Vittorio De Asmundis, Coro dei disoccupati in attesa del buio;
- 1979 - Salvatore Scagliola, I giorni del dolore;
- 1980 - Rosario De Crescenzo, 1944;
- 1981 - Giuseppe Sciarrone, Quando le ombre passano sul muro;
- 1982 - Sergio Bacicalupo, Un uomo racconta;
- 1983 - Gina Piccin Dugo, Invocazione amara;
- 1984 - Gianni Rescigno, Coma profondo;
- 1985 - Nicola Romano, Quaderno a righe;
- 1986 - Gerardo Leonardis, Alla piana del pozzo;
- 1987 - Anna Riposo, Le strade ovunque vadano;
- 1988 - Eduardo Carella, Dialogo con la memoria;
- 1989 - Ignazio Urso, Storia di vita e morte;
- 1990 - Rino Giacone, Se ti parlo di Nietzsche;
- 1991 - Giuseppe Santuccio, Requiem per un cormorano;
- 1992 - Giusi Verbaro, Controfavole;
- 1993 - Adriana Scarpa, Ti parlo ma tu sei già lontano;
- 1994 - Carla Binaghi Brocchi, Credo quia absurdum;
- 1995 - Franco Panarello, Autunno;
- 1996 - Francesco Marotta, Fiori di memoria;
- 1997 - Fabrizio Bianchi, Il ferragosto di Chiara;
- 1998 - Gino Rago, I tamburi della morte,
- 1999 - Benito Galilea, Per una profezia annunciata;
- 2000 - Stefano Puglisi, Sinfonie di Vivaldi;
- 2001 - Michele Sarrica, Rosa dei vinti;
- 2002 - Antonietta Tafuri, Padre;
- 2003 - Carla Binaghi Brocchi, Quaderno;
- 2004 - Loriana Capecchi, Di te padre;
- 2005 - Giovanni Caso, La spola e il tempo;
- 2006 - Giuseppe Santuccio, Menestrello
- 2007 - Umberto Vicaretti, Di te non ho scordato;
- 2008 - Francesco Palermo, Messaggio in bottiglia;
- 2009 - Eugenio Nastasi, Quasi una Confessione;
- 2010 - Rodolfo Vettorello, Sentieri di silenzi;
- 2011 - Adolfo Silveto, Madre;
- 2012 - Gino Rago - Poesia Marina;
- 2013 - Giancarlo Interlandi, Inappagato narciso;
- 2014 - Carmelo Consoli, Ritorno a Lachea,
- 2018 - Caterina Morabito Pellicanò, Eternità;
- 2019 - Giancarlo Interlandi, Voglio sopravvivere;
- 2020 - Rosario Aveni, Accade (non assegnato)
- 2021 - Caterina Silipo, Greve sottrazione

### Racconto inedito
- 1986 - Rita Armanda Bigi Falcinelli, Analisi di un racconto;
- 1987 - Enrico Ruggini, La scelta di Seùli;
- 1988 - Flavia Lepre, La trappola;
- 1989 - Ennio Amadio, Sul ponte;
- 1990 - Flavia Campanella, La città di pietra e del silenzio;
- 1991 - Silvana Russo Marcuccilli, Mistero di un quadro,
- 1992 - Vanna Caforio, La fine di una stagione;
- 1993 - Giuseppe Sciarrone, Il cerchio di luce;
- 1994 - Laura Rangoni, Il mostro dentro;
- 1995 - Marcella Ledda, Il silenzio di Dio;
- 1996 - Carmelo Pirrera, Scacchi;
- 1997 - Maurizio Bascià, Un uomo, un cane e una lanterna;
- 1998 - Corrado Di Pietro, La sentinella;
- 1999 - Enzo Rega, Ritorno all'Albergo del Rosso;
- 2000 - Achille Concerto,  Voci del deserto;
- 2001 - Teresa Calafiore, Il solito posto, Erika Romeo, Mia nonna. Il volto del ricordo;
- 2002 - Francesca Pizzi, Nel vento e nella memoria;
- 2003 - Antonio Fantini, Lo scoglio di Tinaro;
- 2004 - Gerardo Pontecorvo, L'ultimo prigioniero;
- 2005 - Ulderico Nisticò, Roth Durf;
- 2006 - Domenico Loddo, Il custode dei venti;
- 2007 - Stefano Romagnoli, Beauty center;
- 2008 - Rossana Neri, La linea ferrata;
- 2009 - Laura Vicenzi, Acquari;
- 2010 - Patrizia Vicari, Piedi grandi;
- 2011 - Nicoletta Borrello, L'innocenza del male;
- 2012 - Maurizio Bascià, Il venditore di ricordi;
- 2013 - Laura Croce, Ci sei sempre;
- 2014 - Paolo Borsoni, In direzione contraria; (Racconto)
- 2018 - Giusepina De Felice, Il pontile;
- 2019 - Aldo Mantineo, Il capitano Zani;
- 2020 - Giulia Malinverno Ricceri, Mi hanno rubato le parole
- 2021 - Domenico Doldo, Vergine maledetta

### Silloge inedita
- 1991 - Giuseppe Addamo, L'erranza, l'invito, la parola;
- 1992 - Stefano Puglisi, Il canto delle pietre;
- 1993 - Antonietta Tafuri, Il campo delle attese;
- 1994 - Giancarlo Interlandi, I petali del niente;
- 1995 - Paolo Sangiovanni, Dentro l'oscura ellisse i sentimenti,
- 1996 - Tilde Rocco, Stelle, colombe;
- 1997 - Eleonora Bellini, Agenda feriale;
- 1998 - Veniero Scarselli, Pianto di Ulisse;
- 1999 - Stefano Mangione, Mi attardo sulla parola;
- 2000 - Jolanda Catalano, La tela di Penelope;
- 2001 - Giuseppe Ramires, Quaderno di conversazione;
- 2002 - Salvatore Pintore, Disseminati passi;
- 2003 - Carmelo Pirrera, Naufragio presunto;
- 2004 - Angelo Coco, Altri itinerari possibili;
- 2005 - Francesco Pullia, Ciò che ritorna quando s'affaccia l'alba;
- 2006 - Armando Giorgi, Identikit;
- 2007 - Benito Galilea, Identità Spogliata;
- 2008 - Maria Grazia Lenisa, Amorose strategie;
- 2009 - Elisabetta Viti, Dintorni Lontani;
- 2010 - Letizia Dimartino, Metallo;
- 2011 - Anna Maria D'Ambrosio, Costretti a calpestare l'erba;
- 2012 - Rodolfo Vettorello, In ripetuti soffi;
- 2018 - Rodolfo Vettorello, Noi non sappiamo quale sortiremo;
- 2019 - Vincenzo Ricciardi, Venti poesie
- 2020 - Oreste Kessel Pace, Poetica
- 2021 - Giancarlo Interlandi, Il mio silenzio di parole